# Марко Ницовић
Марко Ницовић (Колашин, 10. мај 1946) српски је адвокат и бивши начелник полиције града Београда. Припада другој генерацији каратиста СФР Југославије и један је од најбољих инструктор каратеа у свету. (Шихан 9. Дан).

## Биографија
Марко Ницовић је рођен 10. маја 1946. године у Колашину као најстарије дете оца Батрића и мајке Дмитре. Ницовићеви родитељи су имали петоро синова. Поред Марка остала браћа су Ђорђе, Јанко, Слободан и Милорад. Породица Ницовић је настала из ширег црногорског братства Влаховића. Ницо, од кога настаје презиме, био је главешина хајдука из племена Ровци који су пресретали турске караване на путу од Босне ка Цариграду. Од Марковог претка Ница Влаховића породица носи презиме Ницовић. Основну школу је завршио у родном Колашину а гимназију у Пећи. Након завршене гимназије 1964. године долази на студије у Београд где уписује Правни факултет на коме је дипломирао и магистрирао. Такође је дипломирао је и на Међународној полицијској академији ФБИ у САД.

### Карате
Карате почиње да тренира 1966. године у Паризу а већ 1969. године изабран је у сениорски тим карате репрезентације Југославије. Био је вишеструки шампион Југославије и света до 1973. године када се повлачи из сениорског тима а каратеом је наставио да се бави као инструктор. Носилац је црног појаса Шихан, 9. дан у каратеу и црног појаса 3. дан у џудоу. Био је члан и председништва Југословенског олимпијског комитета. Значајно је допринео развоју карате спорта у Југославији и Србији. Јапански премијер Риотаро Хашимота му је уручио 1994. године Специјалну награду за развој карате спорта у свету. Данас је председник Светске карате конфедерације.

### Полиција
Након одслуженог војног рока запослио се у Београдској полицији. Био је виши инспектор у Одељењу за крвне деликте, начелник Одељења за сузбијање кријумчарења дрога а потом и начелник Управе за сузбијање криминалитета градског МУП-а. Пред крај радне каријере био је и специјални саветник при МУП Србије. Члан је Међународне полицијске асоцијације за борбу против дроге.
Говори неколико језика енглески, француски и шпански. Аутор је три књиге о каратеу и две књиге о наркотицима. Ожењен је и отац двоје деце.